# Stenocercus haenschi
Espèce
Synonymes
- Liocephalus formosus Boulenger, 1880
- Liocephalus haenschi Werner, 1901
- Ophryoessoides haenschi (Werner, 1901)

Statut de conservation UICN

 CR B1ab(iii) : 
En danger critique
Stenocercus haenschi est une espèce de sauriens de la famille des Tropiduridae.

## Répartition
Cette espèce est endémique de la province de Bolívar en Équateur.

## Étymologie
Cette espèce est nommée en l'honneur de Richard Haensch.

## Publications originales
- Boulenger, 1880 : Reptiles et Batraciens recueillis par M. Emile de Ville dans les Andes de l'équateur. Bulletin de la Société Zoologique de France, vol. 5, p. 41-48 (texte intégral).
- Werner, 1901 : Über reptilien und batrachier aus Ecuador und Neu-Guinea. Verhandlungen der kaiserlich-königlichen zoologisch-botanischen Gesellschaft in Wien, vol. 51, p. 593-614 (texte intégral).